# 南京五台山体育中心
南京五台山体育中心位于江苏省南京市五台山上，其于建成于1953年，其内的南京五台山体育场是江苏省最早的专业灯光足球场地，曾为南京有有（2002-2011年解散）及江苏舜天队2000-2006（江苏迈特1994，江苏1995，江苏加佳1996-1999）的主场。

## 简介

### 历史
南京五台山体育场于1952年8月18日开始建设，并于1953年建设完毕，投入使用，是江苏省最早的专业灯光足球场地。其占地55000㎡，足球草坪南北长105m，东西宽66m，可容纳18600名观众。作为江苏足球队以及南京有有的主场，其曾承办过近几十年的甲A（现为中超）和甲B（现为中甲）的比赛。2005年五台山体育场也承办了全国第十届运动会男子足球比赛。其也承办了第三届全国城市运动会、第六届全国残疾人运动会的比赛。

### 内部构成
其重要设施包括万人体育馆（图）、游泳跳水馆、综合训练馆、保龄球馆、宾馆、田径足球场、网球场等。

### 演唱會
| 歌手          | 名稱                                    | 日期                    | 型態 | 備註 |
| ------------- | --------------------------------------- | ----------------------- | ---- | ---- |
| 張學友        | 1999年友個人世界巡迴演唱會              | 1999年6月28日           | 售票 |      |
| 齊秦          | 1999年中國巡迴演唱會                    | 1999年7月25日           | 售票 |      |
| 李玟          | 2001年中國巡迴演唱會                    | 2001年9月29日           | 售票 |      |
| 張惠妹        | 2002年A級娛樂世界巡迴演唱會             | 2002年10月5日           | 售票 |      |
| 譚詠麟×李克勤 | 2004年“左麟右李”開心演唱會              | 2004年6月18日           | 售票 |      |
| 周華健        | 2004年“傳世翡翠”之夜演唱會              | 2004年10月16日          | 售票 |      |
| 陳慧琳        | 陳慧琳紙醉金迷世界巡迴演唱會            | 2005年6月25日           | 售票 |      |
| 林忆莲        | 2006年夜色無邊世界巡迴演唱會            | 2006年11月18日          | 售票 |      |
| 梁靜茹        | 2007年愛的大遊行世界巡迴演唱會          | 2007年2月14日           | 售票 |      |
| 張學友        | 2007年學友光年世界巡迴演唱會            | 2007年4月7日            | 售票 |      |
| 姜育恆        | 2007年“跟往事幹杯”南京演唱會            | 2007年6月9日            | 售票 |      |
| 陶喆          | 2007年1.2.3我們都是木頭人世界巡迴演唱會 | 2007年7月14日           | 售票 |      |
| 劉德華        | 2007年Wonderful World中國巡迴演唱會     | 2007年9月13日           | 售票 |      |
| 李宇春        | 2007年我的全國巡迴演唱會                | 2007年10月27日          | 售票 |      |
| 李宗盛        | 2008年「理性與感性」世界巡迴作品音樂會  | 2008年4月18日           | 售票 |      |
| 林忆莲        | 2008年南京演唱會                        | 2008年6月29日           | 售票 |      |
| 维塔斯        | Vitas-08年中国巡演演唱会系列（南京站）  | 2008年10月18日          | 售票 |      |
| 陳奕迅        | 2009年「90分鐘的快活」南京演唱會        | 2009年11月27日-11月28日 | 售票 |      |
| 陶喆          | 2009年上太空說巡迴演唱會                | 2009年12月5日           | 售票 |      |
| 林俊杰        | 2010年I AM世界巡迴演唱會                | 2010年11月13日          | 售票 |      |
| 張學友        | 1/2世紀世界巡迴演唱會                   | 2011年5月20日           | 售票 |      |
| 張惠妹        | 2011年AMeiZING世界巡迴演唱會            | 2011年10月21日          | 售票 |      |
| 崔健          | 2013年“蓝色骨头”巡回演唱会              | 2013年4月13日           | 售票 |      |
| 任賢齊        | 2012~2013年「飆」世界巡迴演唱會         | 2013年4月30日           | 售票 |      |
| 陶喆          | 2013年“小人物”狂想曲世界巡迴演唱會      | 2013年6月1日            | 售票 |      |
| 孫燕姿        | 2014年克卜勒世界巡迴演唱會              | 2014年10月18日          | 售票 |      |
| 蘇打綠        | 2015年再遇見世界巡迴演唱會              | 2015年6月13日           | 售票 |      |
| 張惠妹        | 2015年烏托邦世界巡城演唱會              | 2015年9月19日           | 售票 |      |
| 張韶涵        | 2016年純粹世界巡迴演唱會                | 2016年10月15日          | 售票 |      |
| 许嵩          | “青年晚报”巡回演唱会                    | 2017年8月5日            | 售票 |      |
| 莫文蔚        | 絕色莫文蔚25週年世界巡迴演唱會          | 2018年8月25日           | 售票 |      |
| A-Lin         | I'm A-Lin世界巡迴演唱會                 | 2018年12月1日           | 售票 |      |
| A-Lin         | I'm A-Lin世界巡迴演唱會                 | 2018年12月1日           | 售票 |      |
| 許美靜        | 夢見見面音樂會                          | 2024年4月20日           | 售票 |      |
| 竇靖童        | 狀况外巡迴演唱會                        | 2025年8月16日           | 售票 |      |